# Recoules-d'Aubrac
Recoules-d'Aubrac is een gemeente in het Franse departement Lozère (regio Occitanie) en telt 249 inwoners (2004). De plaats maakt deel uit van het arrondissement Mende.

## Geografie
De oppervlakte van Recoules-d'Aubrac bedraagt 25,8 km², de bevolkingsdichtheid is 9,7 inwoners per km².
De onderstaande kaart toont de ligging van Recoules-d'Aubrac met de belangrijkste infrastructuur en aangrenzende gemeenten.

## Demografie
Onderstaande figuur toont het verloop van het inwonertal (bron: INSEE-tellingen).